# Чапаевское (Калмыкия)
Чапаевское — село в Городовиковском районе Калмыкии, административный центр Пушкинского сельского муниципального образования. Расположено на реке Большой Егорлык, в 29 км к западу от города Городовиковск.
Население — 696 чел. (2012).

## Физико-географическая характеристика
Село расположено на правом берегу реки Большой Егорлык, в пределах Ставропольской возвышенности, на границе с Ростовской областью. Средняя высота над уровнем моря — 35 м. Рельеф местности равнинный.
По автомобильной дороге расстояние до столицы Калмыкии города Элиста составляет 270 км, до районного центра города Городовиковск — 29 км. Ближайший населённый пункт — село Ивановка Сальского района Ростовская области, расположенное на противоположном берегу реки Большой Егорлык
Согласно классификации климатов Кёппена-Гейгера село находится в зоне континентального климата с относительно холодной зимой и жарким летом (Dfa). В окрестностях села распространены чернозёмы маломощные малогумусные и темнокаштановые почвы различного гранулометрического состава.

## История
В 1921 году калмыки, проживающие в Оренбургской области выразили желание мигрировать в Калмыцкую область. Местные власти вынуждены были обратиться в Наркомзем и Наркомат путей сообщения с просьбой об оказании помощи и выделении 25 товарных вагонов для переселенцев. В последующем, 1922 году, около 160-ти семей оренбургских калмыков переселились в Большедербетовский улус. Всего в Большедербетовский улус было переселено 456 оренбургских калмыков. Они были поселены в западной части улуса, на берегу реки Егорлык.
28 декабря 1943 года калмыцкое население было депортировано, хутор, как и другие населённые пункты Яшалтинского района, был передан Ростовской области. В августе 1949 года хутор Оренбургский был переименован в село Чапаевское.
Калмыцкое население стало возвращаться после отмены ограничений по передвижению в 1956 году. Село возвращено вновь образованной Калмыцкой автономной области в 1957 году.В поздний советский период здесь располагался колхоз им. Чапаева.

## Население
| 2002 | 2010 | 2012 |
| ---- | ---- | ---- |
| 794  | ↘728 | ↘696 |

Национальный состав
Согласно результатам переписи 2002 года большинство населения посёлка составляли русские (77 %)

## Социальная инфраструктура
В селе имеется несколько магазинов, отделение почты, сельский клуб, библиотека, действует детский сад «Тополёк». Медицинское обслуживание жителей села обеспечивают врачебная амбулатория и Городовиковская центральная районная больница. Ближайшее отделение скорой медицинской помощи расположено в Городовиковске. Среднее образование жители села получают в Чапаевской средней общеобразовательной школе.